# Niels Albert
Niels Albert (Bonheiden, 5 februari 1986) is een voormalig Belgisch veldrijder die in Tremelo woont. Albert werd wereldkampioen in 2009 en 2012. In 2011 werd hij Belgisch kampioen. Hij is de zoon van Erwin Albert, een voormalig motorcrosser.

## Carrière
Albert begon zijn carrière als BMX'er. In deze discipline werd hij tweemaal Belgisch kampioen bij de nieuwelingen. Later koos hij toch voor het lucratievere veldrijden, waarin hij meteen werd beschouwd als een groot talent.
Bij de junioren kende Albert een zeer succesvol seizoen 2003-2004. Hij werd dat seizoen zowel wereld-, Europees als Belgisch kampioen. Ook het seizoen 2005-2006 was succesvol: hij werd Europees en Belgisch kampioen bij de beloften en behaalde brons op het wereldkampioenschap. In het daaropvolgende seizoen slaagde hij erin zijn titels als Europees en Belgisch kampioen bij de beloften te verlengen.
De zomer van 2007 werd een zomer vol pech voor Albert. Begin juli kwam hij zwaar ten val in de kermiskoers van Melle. Hij ging samen met een andere renner na 60 km wedstrijd onderuit, waarna hij met een hoofdwonde en een sleutelbeenbreuk werd afgevoerd naar het UZ van Gent. Albert herstelde goed, maar amper zes weken na dit ongeval kwam hij tijdens een training opnieuw ten val. Een hersenschudding was het gevolg. Ondanks de pech werd hij voor de derde keer Europees kampioen bij de beloften.
Op 1 januari 2008 werd Albert profwielrenner. Op zijn eerste Belgische kampioenschappen veldrijden als prof haalde hij meteen een verdienstelijke derde plaats. Drie weken later werd hij in Treviso voor de eerste maal wereldkampioen bij de beloften.
Op 16 november 2008 kwam Albert tijdens de verkenning van de wedstrijd in Asper-Gavere zwaar ten val. Hij ging onderuit in een technische afdaling en kwam met zijn borstkas hard op zijn stuur terecht. Hij werd naar het UZ van Gent gebracht, waar een bloeding in zijn milt werd vastgesteld. Het verdict was zwaar: zes weken niet veldrijden. Na een lange periode van platte rust en revalidatie maakte hij op 26 december zijn wederoptreden met een verdienstelijke 11e plaats. Op 1 februari 2009 werd Albert wereldkampioen bij de elite in het Nederlandse Hoogerheide en dat bij zijn eerste deelname als profrenner. Door vroeg weg te rijden gaf hij alle favorieten, onder wie regerend kampioen Lars Boom, het nakijken. Daarmee werd hij als aftredend wereldkampioen bij de beloften opnieuw wereldkampioen bij de elite.
Op 9 januari 2011 werd Albert op een indrukwekkende wijze Belgisch kampioen, door in de tweede ronde weg te rijden en solo aan te komen. Zijn grootste concurrent Sven Nys had griep en gaf in de laatste ronde op. Op 30 januari werd Albert na een slechte start en een lekke band pas 24e op het WK in het Duitse St. Wendel.
Het veldritseizoen 2011-2012 begon voorspoedig voor Albert. Al snel wist hij enkele mooie overwinningen in belangrijke veldritten als Ruddervoorde en Zonhoven te boeken. Op 15 november 2011 kreeg Albert echter opnieuw af te rekenen met pech. Hij liep een barst op in het trapeziumbeen van zijn linkerhand, waardoor hij zijn klassementen in rook zag opgaan. Toch werd hij eind januari voor de tweede keer wereldkampioen en dit voor eigen volk in Koksijde.
Op 19 mei 2014 maakte Albert bekend dat hij gedwongen moest stoppen met veldrijden wegens hartritmestoornissen. Op 5 augustus 2014 zwaaide hij zijn fans uit, door drie rondjes mee te rijden in het na-Tourcriterium van Heist-op-den-Berg. In oktober 2014 kwam zijn biografie uit, getiteld Recht uit het hart.

## Erelijst

### Veldrijden

#### Overwinningen
| Seizoen   | Wereldbeker                                   | Superprestige                     | Gazet van Antwerpen Trofee Bpost bank trofee      | WK   | BK     | Overige                                                               | Totaal aantal zeges |
| --------- | --------------------------------------------- | --------------------------------- | ------------------------------------------------- | ---- | ------ | --------------------------------------------------------------------- | ------------------- |
| 2004-2005 |                                               |                                   |                                                   | NVT  | NVT    | Leudelange, Beuvry                                                    | 2                   |
| 2005-2006 |                                               |                                   |                                                   | NVT  | NVT    | Rijkevorsel                                                           | 1                   |
| 2006-2007 |                                               |                                   | Loenhout, Oostmalle                               | NVT  | NVT    | Neerpelt, Antwerpen                                                   | 4                   |
| 2007-2008 |                                               | Gieten, Hoogstraten, Vorselaar    | Lille, Oostmalle                                  | NVT  | Brons  | Dudzele, Erpe-Mere, Ardooie, Maldegem                                 | 9                   |
| 2008-2009 | Tábor                                         | Veghel-Eerde                      | Lille                                             | Goud | Zilver | Erpe-Mere, Zonhoven, Ardooie, Tervuren, Otegem, Indoor Hasselt, Eeklo | 11                  |
| 2009-2010 | Treviso, Pilsen, Nommay, Hoogerheide          | Hoogstraten, Asper-Gavere, Diegem | Namen, Essen                                      | DNF  | 9e     | Erpe-Mere, Neerpelt, Eernegem, Ardooie, Dottenijs, Overijse, Maldegem | 16                  |
| 2010-2011 | Koksijde, Igorre, Hoogerheide, Eindklassement | Diegem                            | Loenhout, Oostmalle                               | 24e  | Goud   | Tervuren                                                              | 8                   |
| 2011-2012 |                                               | Ruddervoorde, Zonhoven, Diegem    | Loenhout, Oostmalle                               | Goud | Zilver | Kalmthout, Dottenijs, Masters Hasselt                                 | 9                   |
| 2012-2013 | Pilsen, Eindklassement                        | Diegem                            | Ronse, Loenhout, Lille, Oostmalle, Eindklassement | 8e   | 4e     | Erpe-Mere, Laarne, Dottenijs, Niel, Leuven, Cincinnati, Heerlen       | 13                  |
| 2013-2014 | Koksijde, Rome                                | Hamme-Zogge, Gieten               | Oostmalle                                         | 20e  | DNF    | Erpe-Mere, Neerpelt, Antwerpen, Sint-Niklaas                          | 9                   |
|           |                                               |                                   |                                                   |      |        |                                                                       |                     |
| Totaal    | 11                                            | 14                                | 16                                                | 2    | 1      | 38                                                                    | 82                  |

#### Erelijst
| Seizoen   | Aantal           | WK   | BK     | WB     | SP     | GVA BPB |
| --------- | ---------------- | ---- | ------ | ------ | ------ | ------- |
| 2004-2005 | 2 overwinningen  | NVT  | NVT    | NVT    | NVT    | NVT     |
| 2005-2006 | 1 overwinning    | NVT  | NVT    | NVT    | NVT    | NVT     |
| 2006-2007 | 4 overwinningen  | NVT  | NVT    | NVT    | NVT    | Zilver  |
| 2007-2008 | 9 overwinningen  | NVT  | Brons  | NVT    | Brons  | 5e      |
| 2008-2009 | 11 overwinningen | Goud | Zilver | 9e     | 7e     | 6e      |
| 2009-2010 | 16 overwinningen | DNF  | 9e     | Zilver | Brons  | Brons   |
| 2010-2011 | 8 overwinningen  | 24e  | Goud   | Goud   | 4e     | 4e      |
| 2011-2012 | 9 overwinningen  | Goud | Zilver | 10e    | 7e     | 4e      |
| 2012-2013 | 13 overwinningen | 8e   | 4e     | Goud   | Zilver | Goud    |
| 2013-2014 | 9 overwinningen  | 20e  | DNF    | Brons  | Zilver | Zilver  |
|           |                  |      |        |        |        |         |
| Totaal    | 82 overwinningen | 2    | 1      | 2      | 0      | 1       |

### Wegwielrennen
2006 - 1 zege
- Booischot-Pijpelheide

2008 - 3 zeges
- 1e etappe Ronde van Provincie Luxemburg
- Eindklassement Ronde van Provincie Luxemburg
- 5e etappe Ronde van Luik

2009 - 5 zeges
- Proloog Boucles de la Mayenne
- Dentergem
- 2e etappe Ronde van de Elzas
- 5e etappe Ronde van de Elzas
- 1e etappe Mi-Août Bretonne

2010 - 3 zeges
- 6e etappe Circuito Montañés
- Derny Heist-op-den-Berg
- Izegem Koers

2011 - 2 zeges
- 2e etappe Ronde van de Elzas
- 's Gravenwezel

2012 - 1 zege
- Dentergem

Totaal: 15 zeges

### Jeugd
- Wereldkampioenschap veldrijden – 2x: 2004 (junioren), 2008 (beloften)
- Europees kampioenschap veldrijden – 4x: 2003 (junioren), 2005 (beloften), 2006 (beloften), 2007 (beloften)
- Belgisch kampioenschap veldrijden – 4x: 2002 (nieuwelingen), 2004 (junioren), 2006 (beloften), 2007 (beloften)
- Belgisch kampioenschap BMX – 2x: 1998 (nieuwelingen), 1999 (nieuwelingen)

## Onderscheidingen
2001-2002
- Regelmatigheidscriterium De moedige veldrijder

2003-2004
- Vlaamse Veldrittrofee

2004-2005
- Kristallen Fiets, beste jongere

2005-2006
- Kristallen Fiets, beste jongere
- Sportbelofte van het jaar 2005

2007-2008
- Kristallen Fiets, beste jongere

## Foto's

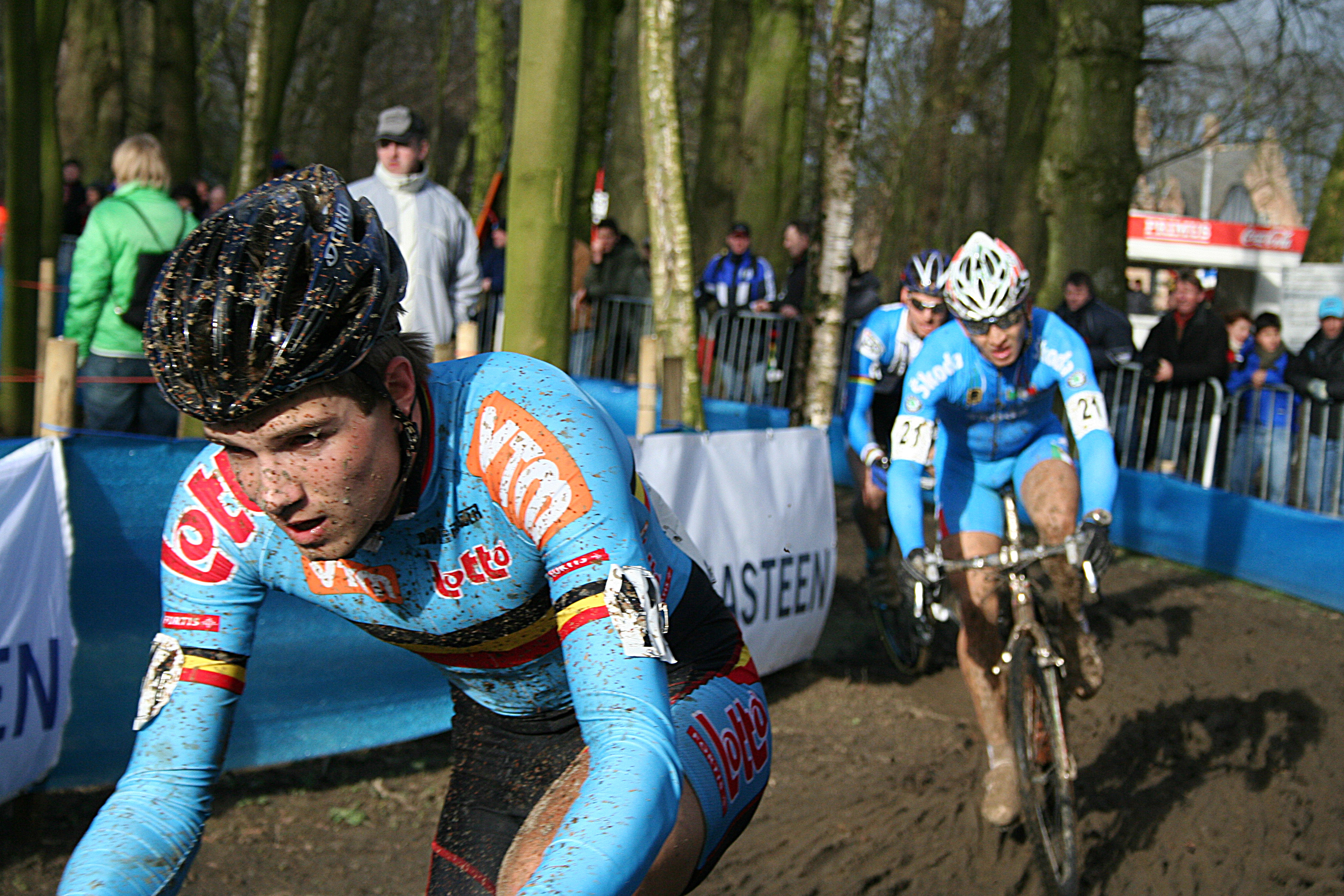
Niels Albert tijdens het wereldkampioenschap veldrijden voor beloften in 2007
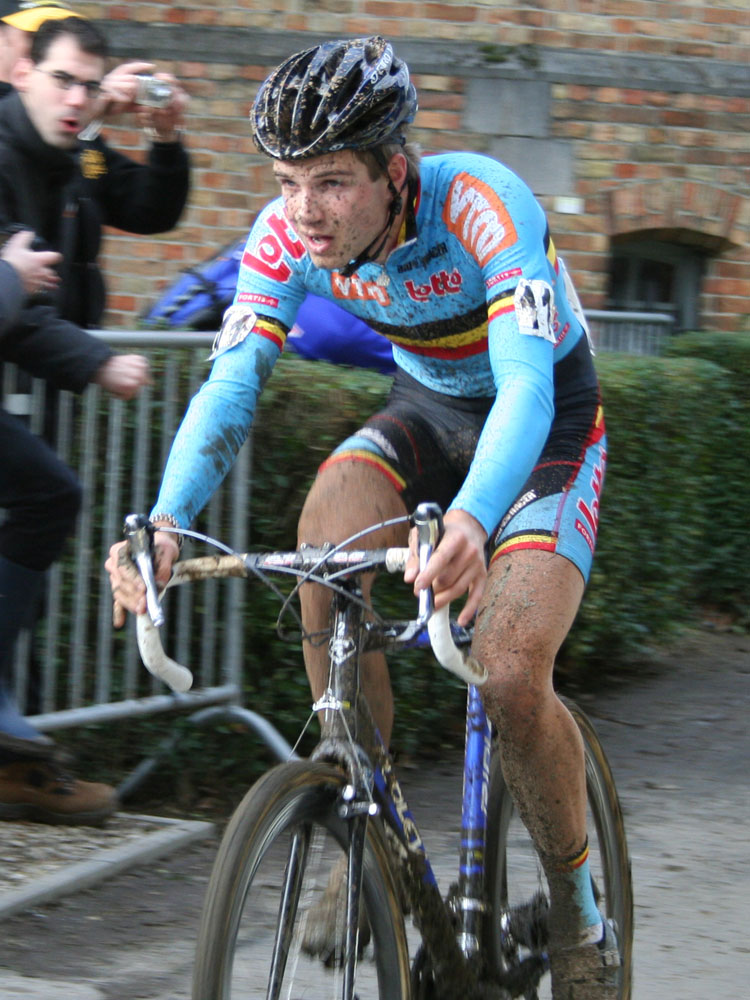
Niels Albert tijdens het wereldkampioenschap veldrijden voor beloften in 2007

## Trivia
- In 2019 nam Albert deel aan het amusementsprogramma Code van Coppens, samen met Christoff.
- In 2019 nam hij deel aan De Slimste Mens ter Wereld waarin hij 1 aflevering te zien was.
- In 2020 was hij te zien in Een echte job bij VTM en in Twee tot de zesde macht.
- In 2021 was hij te zien in Eenmaal Andermaal.
- In 2022 nam hij deel aan De Verraders op VTM.
- In 2022 was hij te zien als helpende hand in Huis Gemaakt op VTM.
- In 2023 was hij te zien in De Verraders: De Ronde Tafel.